# Laphria gibbosus
Laphria gibbosus är en tvåvingeart som först beskrevs av Carl von Linné 1758.  Laphria gibbosus ingår i släktet Laphria och familjen rovflugor. Inga underarter finns listade i Catalogue of Life.